# 准噶尔薹草
准噶尔薹草（学名：Carex songorica）为莎草科薹草属下的一个种。分布在蒙古西北部、俄罗斯、印度、阿富汗、伊朗以及中国大陆的新疆等地，生长于海拔50米至3,000米的地区，多生长于盐碱草地。

## 扩展阅读
維基物種上的相關：准噶尔薹草